# Гуанъян
Гуанъя́н (кит. упр. 广阳, пиньинь Guǎngyáng) — район городского подчинения городского округа Ланфан провинции Хэбэй (КНР).

## История
Район был выделен в 2000 году из района Аньцы.

## Административное деление
Район Гуанъян делится на 5 уличных комитетов, 3 посёлка и 1 волость.